# I Feel You
«I Feel You» és el vint-i-setè senzill de la banda musical Depeche Mode i primer de l'àlbum Songs of Faith and Devotion. Fou publicat el 15 de febrer de 1993 i va esdevenir el senzill de la banda més ben posicionat arreu del món.

## Informació
Després de molts anys demostrant que la banda era bàsicament electrònica, amb aquesta cançó van mostrar una cara més rockera i menys electrònica, probablement per influència de la tendència grunge que havia sorgit als Estats Units, i van guanyar més importància altres instruments com la bateria o la guitarra en detriment dels sintetitzadors. La lletra és una al·legoria sobre la passió que produeix l'amor verdader.
La portada està dividida en quatre parts i en cada una hi ha un símbol que representa a un dels integrants. Per saber a quin membre fa referència cada símbol hi ha dues opcions: en la cantonada dreta de cada part hi ha un nombre que representa la respectiva data de naixement, o també es pot utilitzar la portada de l'àlbum, ja que també hi apareixen les figures amb les cares dels membres.
La cara-B del senzill és «One Caress», la qual també fou llançada com a senzill promocional als Estats Units però en la versió en directe. D'aquesta cançó no van editar cap remescla.
El videoclip fou dirigit novament per Anton Corbijn i va comptar amb la col·laboració de l'actriu anglesa Lysette Anthony. Posteriorment fou nominat als premis MTV Video Music Awards. De «One Caress» també van editar un videoclip dirigit per Kevin Kerslake que fou filmat durant la gira Devotional Tour i que fou inclòs en l'àlbum recopilatori The Videos 86>98.
Diverses bandes han realitzat versions cover de la cançó. Destaca la versió realitzada per Placebo (1999) exclusivament pels membres seu club de fans, però que posteriorment fou inclosa en un doble àlbum de versions que va publicar la banda. També s'han fet versions de metal per part de les bandes Vader, inclosa en Future of the Past (1996), i Samael, inclosa en On Earth. Apollo 440 va enregistrar una versió inclosa en l'àlbum de tribut a Depeche Mode For the Masses. Un cas especial és la banda espanyola OBK, que va unir les lletres de «I Feel You» i la música de «Personal Jesus» en la cançó «I Feel Jesus».

## Llista de cançons
7"/Casset/12"/CD: Mute/Bong21, Mute/CBong20 (Regne Unit) i Sire/Reprise 18600-7, Sire/Reprise 18600-4, Sire/Reprise 18600-2 (Estats Units)
1. "I Feel You" − 4:35
2. "One Caress" − 3:31

12": Mute/12Bong21 (Regne Unit)
1. "I Feel You" (Throb Mix) − 6:47
2. "I Feel You" − 4:35
3. "I Feel You" (Babylon Mix) − 7:53
4. "One Caress" − 3:31

12"/CD: Mute/L12Bong21, Mute/LCDBong21 (Regne Unit)
1. "I Feel You" (Life's Too Short Mix) − 8:33
2. "I Feel You" (Swamp Mix) − 7:26
3. "I Feel You" (Renegade Soundwave Afghan Surgery Mix) − 4:58
4. "I Feel You" (Helmet At The Helm Mix) − 6:41

12"/Casset: Sire/Reprise 40767-0 i Sire/Reprise 40767-4 (Estats Units)
1. "I Feel You" (Babylon Mix) − 7:53
2. "I Feel You" (Helmet At The Helm Mix) − 6:41
3. "I Feel You" (Afghan Surgery Mix) − 4:58
4. "One Caress" − 3:31
5. "I Feel You" (Life's Too Short Mix) − 8:33
6. "I Feel You" (Swamp Mix) − 7:26
7. "I Feel You" (Throb Mix) − 6:47

CD: Mute/CDBong21 (Regne Unit) i Sire/Reprise 40767-2 (Estats Units)
1. "I Feel You" − 4:35
2. "One Caress" − 3:31
3. "I Feel You" (Throb Mix) − 6:47
4. "I Feel You" (Babylon Mix) − 7:53

CD: Mute/CDBong21X (Regne Unit, 2004) i Reprise CDBONG21/R278893C (Estats Units, 2004)
1. "I Feel You" − 4:35
2. "One Caress" − 3:31
3. "I Feel You" (Throb Mix) − 6:47
4. "I Feel You" (Babylon Mix) − 7:53
5. "I Feel You" (Life's Too Short Mix) − 8:33
6. "I Feel You" (Swamp Mix) − 7:26
7. "I Feel You" (Renegade Soundwave Afghan Surgery Mix) − 4:58
8. "I Feel You" (Helmet At The Helm Mix) − 6:41

CD: Sire/Reprise 40784-2 (Estats Units)
1. "I Feel You" (Life's Too Short Mix) − 8:33
2. "I Feel You" (Swamp Mix) − 7:26
3. "I Feel You" (Afghan Surgery Mix) − 4:58
4. "I Feel You" (Helmet At The Helm Mix) − 6:41

- Les versions Throb Mix i Helmet At The Helmet Mix de «I Feel You» foren remesclades per Mark Stent.
- Les versions Life's Too Short Mix i Swamp Mix de «I Feel You» foren remesclades per Brian Eno.
- La versió Babylon Mix de «I Feel You» fou remesclada per Supereal i John Crossley.
- La versió Afghan Surgery Mix de «I Feel You» fou remesclada per Danny Briottet.